# 외암마을
아산 외암마을(牙山 外巖마을)은 대한민국 충청남도 아산시 송악면 외암리에 위치한 민속 마을이다. 2000년 1월 7일 대한민국의 국가민속문화재 제236호로 지정되었다.

## 개요
설화산(雪華山) 기슭 경사지에 위치한 외암마을은 약 500년전에 강씨와 목씨 등이 정착하여 마을을 이루었다고 전한다. 조선 명종 때 장사랑을 지낸 이정이 이주해 오면서 예안 이씨가 대대로 살기 시작하였다. 그 후 이정의 후손들이 번창하고 많은 인재를 배출하면서 점차 양반촌의 면모를 갖추게 되었다. 이정의 6대손인 이간이 호를 ‘외암’이라 지은 후 마을 이름도 ‘외암’이라 불렀다고 한다.
현재 이 마을에는 영암댁·참판댁·송화댁 등의 양반주택과 50여 가구의 초가 등 크고 작은 옛집들이 상당부분 원래모습을 유지한 채 남아 있다. 양반집은 조선시대 상류주택의 모습을 잘 갖추고 있으며, 넓은 마당과 특색있는 정원이 당시 양반의 생활모습과 풍류를 느낄 수 있게 해준다. 초가 역시 예스러운 모습을 잘 간직하고 있고, 돌담으로 연결된 골목길과 주변의 울창한 수림이 마을의 경관을 더욱 고풍스럽게 하고 있다.
특히 한 마을에 전통적인 수법의 상류·중류·서민가옥이 함께 남아있어 마을의 형성이나 전통가옥의 연구에 매우 가치가 있다. 또 설화산에서 시작된 냇물이 마을을 통과하며 이루어낸 정원은 매우 특색있고 운치있어 마을 전체가 귀중한 가치를 간직하고 있다.

## 현지 안내문
외암마을은 북쪽의 설화산을 최고봉으로 그 남서쪽의 약한 구릉지에 자리 잡고 있으며, 마을 어귀는 낮고 마을 뒤로 갈수록 점점 높아지는 지형이다. 이러한 지형 조건에 따라 마을의 집은 대개 남향 또는 서남향으로 배치되어 일조량이 많으며 겨울에는 서북 계절풍을 막아 주는 좋은 기후 환경 때문에 일찍부터 마을이 형성되었다.
이 마을에는 원래 여러 성씨가 살고 있었는데 조선 명종 때 예안 이씨 이사종이 세 딸만 둔 진한평의 첫째 사위가 되어 이곳으로 이주하면서 그의 후손들이 번창하게 되었고, 그 후손 중에서 많은 인재가 배출되자 차츰 예안 이씨를 동족으로 하는 동족 마을을 이루게 되었다. 조선 경종 3년(1723)에 이간 선생이 쓴 외암기에 마을 이름을 '외암'으로 기록한 사실이 있으며 일제 때부터 획수가 적은 '외암'으로 쓰기 시작하였다.
이 마을에는 충청 지방의 양반집과 초가가 어우러지고 집집마다 돌담으로 둘러져 있으며, 설화산에서 흘러내리는 맑은 물은 인공 수로를 따라 마을 안을 흐르면서 정원을 꾸미거나 생활용수로 이용되고 유실수와 화목군 등 수림과 어울려 아름다운 경관을 보여준다. 
조선 시대 이 마을은 지리적으로 한양과 가까워 왕래가 잦아서 인지 한양 풍속과 큰 차이를 보이지 않는다. 정월 보름을 전후하여 느티나무제와 장승제를 지내며, 매년 10월에는 전통문화(관·혼·상·제)와 농경문화, 민속놀이 등을 체험 할 수 있는 짚풀문화제가 열린다.
이 마을은 역사와 자연환경이 잘 보존되어 있고 충청 지방의 전통적인 살림집 모습을 비교적 잘 간직하고 있는 민족문화의 보고라 할 수 있다.

## 사진

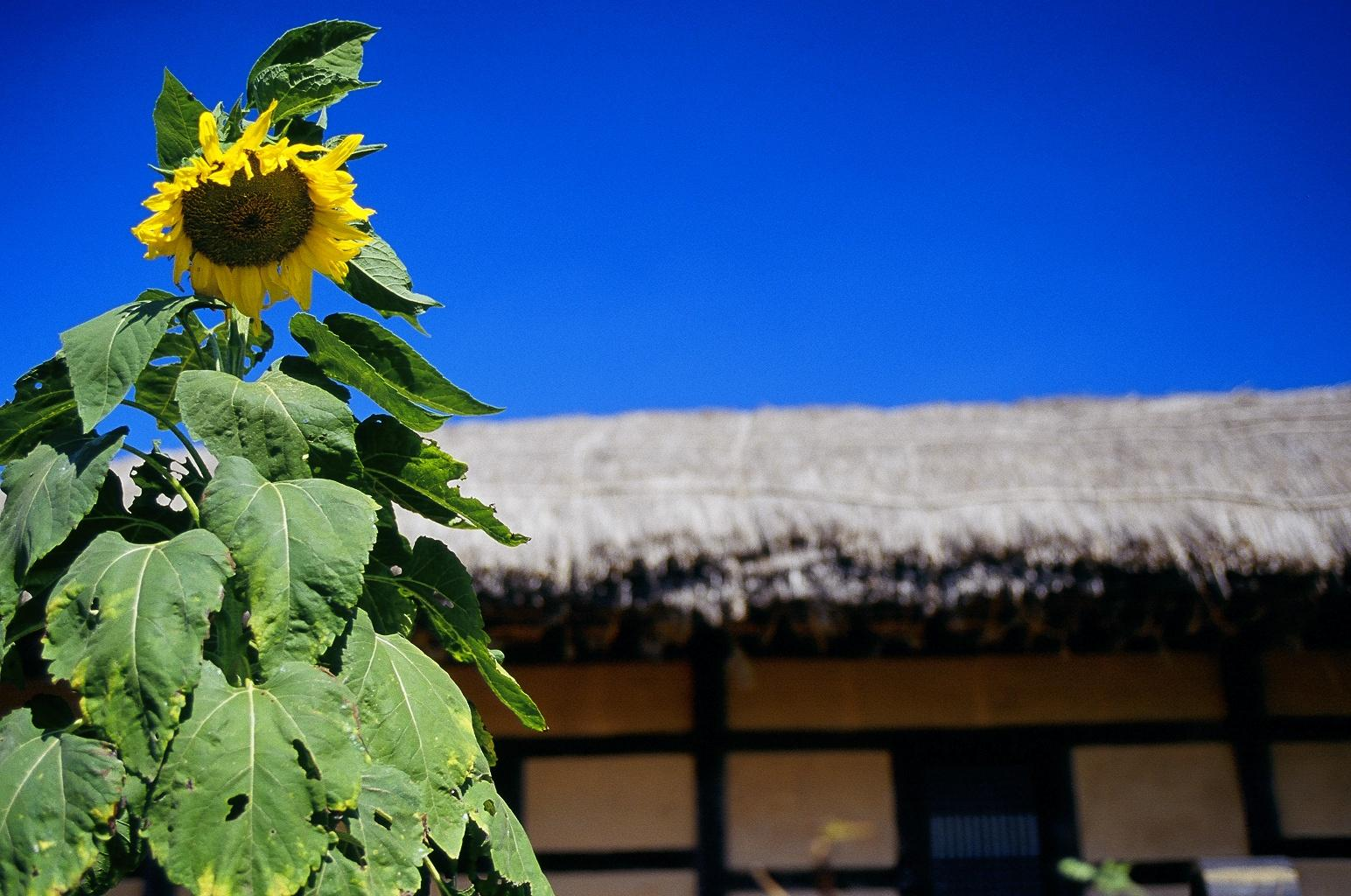
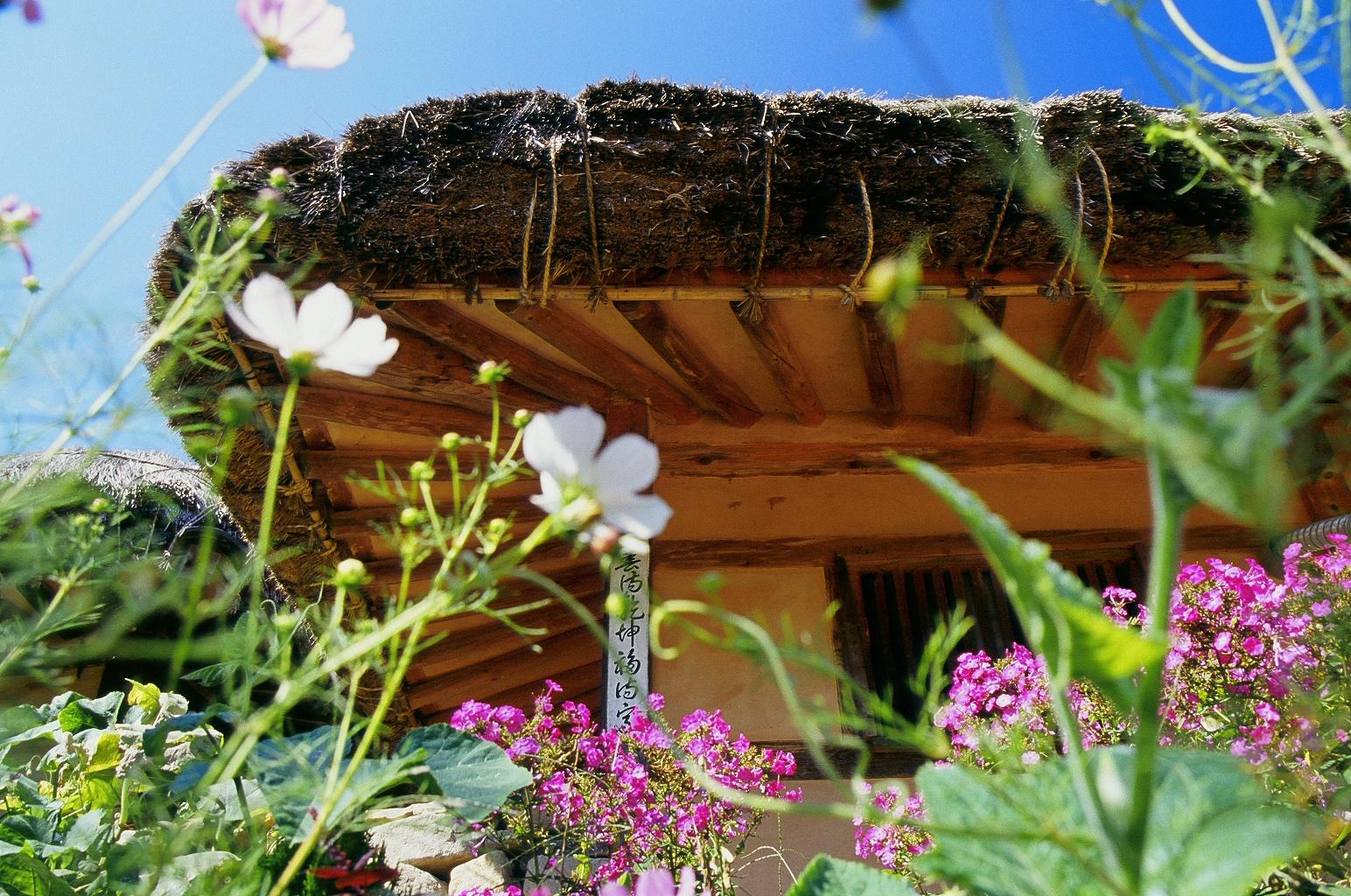
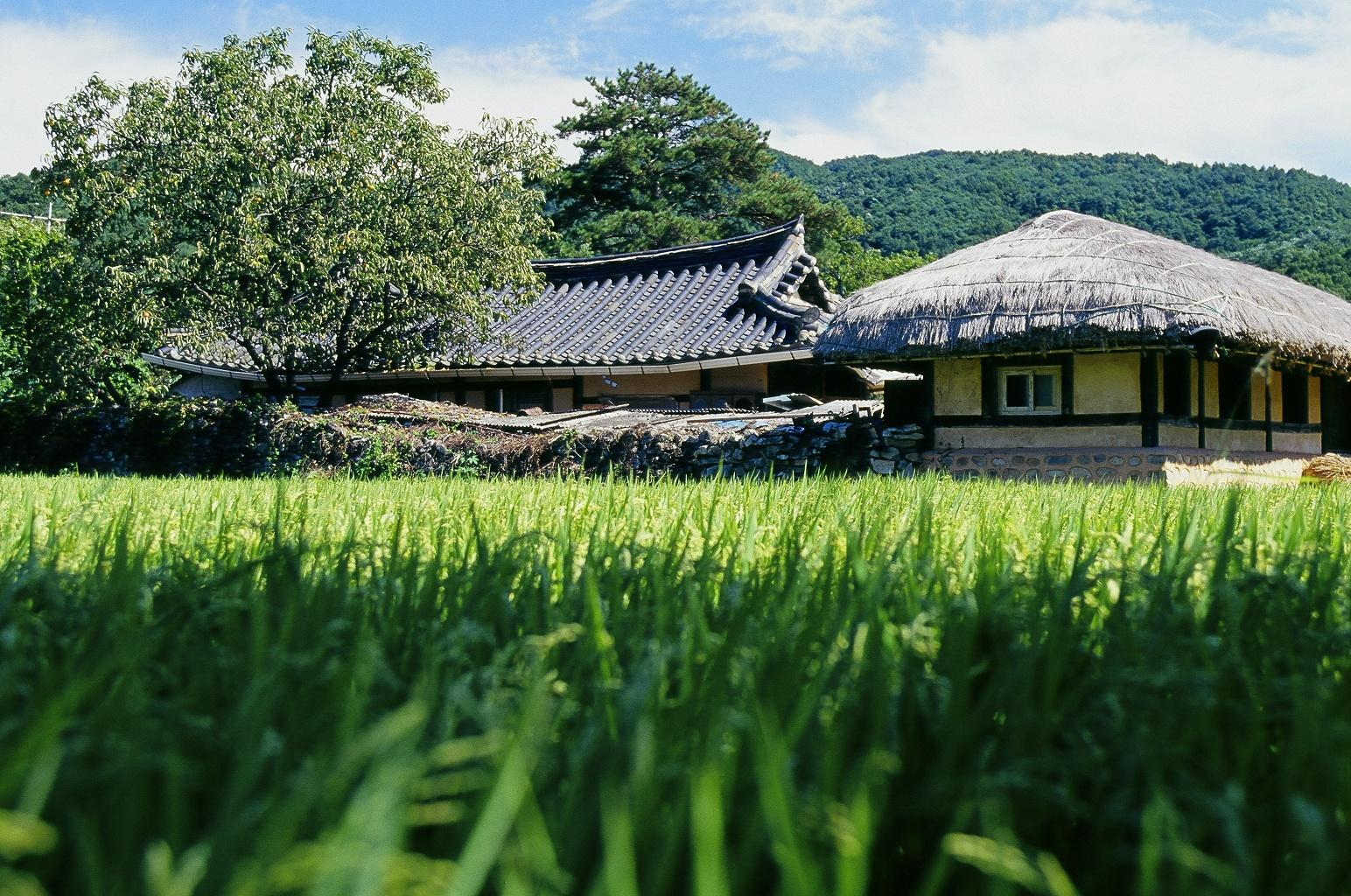
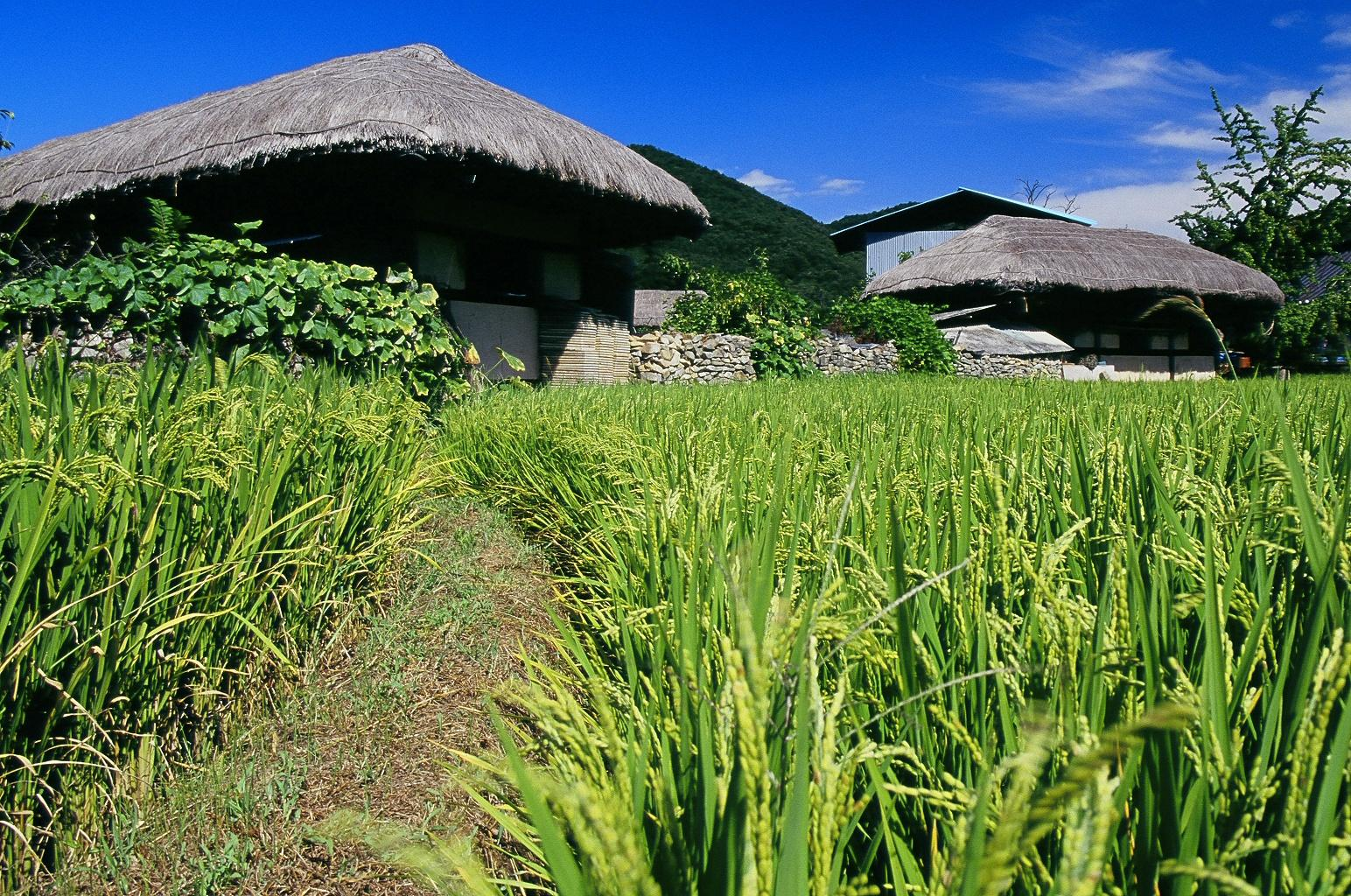

## 참고 자료
- 아산외암마을 - 국가유산청 국가유산포털